# Прва тузланска операција НОВЈ
Снаге Трећег ударног корпуса НОВЈ напале су 29. септембра 1943. немачко-усташко-домобрански гарнизон Тузла, и заузеле га након четвородневних борби. Одбијање немачких покушаја поновног продора у Тузлу трајало је још пет дана. Снаге Трећег корпуса претрпеле су знатне губитке (преко 550 избачених из строја), али су осовинске снаге претрпеле знатно веће губитке - око 3.000 људи (углавном заробљених, међу којима 130 официра и једног генерала). Ратни плен укључивао је 25 топова, 5 минобацача, 140 митраљеза и пушкомитраљеза, 2.200 пушака, око 20 вагона разне муниције, 30 камиона и велика количина одеће, обуће, хране, соли и разне друге опреме. Следећих 40 дана, до 11. новембра, кад су је Немци поново заузели, Тузла је била највећи слободни град и средиште простране слободне територије.
Напад на Тузлу представљао је највећи успех у широј офанзиви 16. и 17. дивизије, односно Трећег корпуса. Важнији напади током офанзиве били су:
- Грачаница 30. августа 1943. (ослобођена)
- Модрича 7. септембра 1943. (ослобођена)
- Босански Шамац 17. септембра 1943. (ослобођен)
- Бијељина 24. септембра 1943. (ослобођена)
- Тузла 29. септембра 1943. (ослобођена)
- Брчко 19. октобра 1943. (неуспешан напад)
- Вареш 20. октобра 1943. (ослобођен)

Тако је ослобођена цела област источне Босне изузев Брчког. Ослобођење Тузле и околних места имало је велики војни и политички значај.

## Ангажоване снаге

### Осовинске снаге
1. Непосредна одбрана Тузле
- штаб 369. артиљеријског пука са 6. батеријом пука
- доставна јединица 369. легионарске дивизије[3]
- једна пуковнија Тузланског здруга 2. домобранског збора (корпуса)
- 2. бојна домобранске 6. ловачке пуковније
- „Домдо“ пуковнија
- артиљеријске снаге у јачини око једног пука
- чета лаких тенкова и оклопних аутомобила
- известан број усташа и жандарма (немачких и квислиншких). У Тузли се налазио потпуковник Кухтнер, командант 369. легионарског пука са својим штабом. Под његовом командом током борбе била је група немачких службеника, гестаповаца и фелджандарма.

Снаге у самом граду бројале су укупно око 4.000 људи.
2. Околне повезане посаде
- Живинице и околни рудници:
  - 3. дивизион 369. артиљеријског пука 369. дивизије[3]
  - око једне бојне домобрана
  - чета Немаца
- Лукавац и Букиње:
  - штаб и главнина железничке бојне
  - батаљон Тузланског здруга НДХ
  - чета Немаца
- Цапарде: артиљеријски дивизион
- Горња Тузла и Симин Хан
  - једна бојна Тузланског здруга
  - једна бојна „Домдо“ пуковније

Укупно у граду са околним посадама било је око 8.000 осовинских војника
3. Борбена група „Фишер“
- 2. батаљон 369. пешадијског пука 369. дивизије
- ојачани батаљон 187. немачке дивизије
- делови 4. пука Бранденбург
- 369. оклопни ловачки батаљон[5]
- 3. бојна домобранске 4. ловачке пуковније[6]
- 1. бојна домобранске 6. ловачке пуковније[1]

4. Борбена група Брчко
- домобранска 5. ловачка пуковнија (три бојне)

### Снаге НОВЈ
- Шеснаеста војвођанска дивизија (око 2.700 бораца[7][8])
- Седамнаеста источнобосанска дивизија (око 1.900 бораца)
- Друга крајишка бригада (око 450 бораца)
- Шеснаеста муслиманска бригада (око 350 бораца)
- Мајевички НОП одред (око 600 бораца)
- Требавски НОП одред (око 200 бораца)
- Озренски НОП одред (око 80 бораца)[9]

Снаге НОВЈ ангажоване у овој операцији бројале су укупно око 6.300 бораца.

## Организација одбране
Око Тузле био је распоређен већи број слабијих посада у местима Горња Тузла, Симин Хан, Лукавац, Букиње, Пар Село. Спољашњу одбрану самог града сачињавала су, са северне стране, упоришта Градина, Слани бунар, Парлог, Којшино, Пискавица и Молухе, а са јужне стране: Миладије, Кужићи, Црвено брдо (к. 393) и Илинчица (т. 463). Средиште одбране чинила су два касарнска логора у граду (источни и западни), који су били чврсто зидани и уређени за кружну одбрану.
Спољашња линија одбране била је повезана линијом бункера и ровова заштићених бодљикавом жицом и брањених организованим системом артиљеријске и минобацачке ватре.
Главнину тузланског гарнизона чиниле су домобранске јединице мале борбене вредности.

## План напада
Руковођење нападом на Тузлу одређен Штаб корпуса поверио је Штабу 17. дивизије. За директан напад на Тузлу одређене су: Друга крајишка бригада, Шеста источнобосанска бригада, једна бригада 16. дивизије и Озренски одред. Шеста источнобосанска бригада требало је да напада са североисточног правца на источни део града, а Друга крајишка са северозапада на западни део града, с тим што је један батаљон требало да инфилтрира у сам град ради напада на одбрамбену линију из позадине. Са јужне стране, преко утврђеног брда Илинчица, требало је да напада једна бригада 16. дивизије. 16. муслиманска бригада требало је да, након ликвидације упоришта Букиње, пружи помоћ јужној колони.
Обезбеђење од Добоја поверено је 15. мајевичкој бригади и Мајевичком НОП одреду. Мајевички одред требало је најпре да ликвидира упориште Лукавац, а затим да асистира 15. мајевичкој бригади у затварању правца из Добоја према Тузли. Правце из Зворника и Брчког према Тузли требало је да покрију остале две бригаде 16. војвођанске дивизије.

## Ток напада

### Прва фаза
Напад је, према заповести, почео 29. септембра 1943. у 21:00. Шеста источнобосанска и Друга крајишка бригада ликвидирале су околне посаде на правцу свог наступања и избиле на периферију града. 16. муслиманска ликвидирала је посаду у Букињу, а Мајевички одред у Лукавцу. Међутим, услед лоше организације веза, штаб 16. дивизије није на време примио заповест за напад, па је тако потпуно изостао напад са јужне стране на Илинчицу. Услед тога снаге одгране имале су слободу да маневришу снагама и могућност концентрисања ватре на две бригаде које су ушле у град. Тиме је њихово напредовање веома отежано, и оне су се пред зору извукле из града, обуставивши напад.
Истовремено, 30. септембра штаб 15. брдског корпуса констатовао је почетак напада:
30. 9. Током ноћи, јачи непријатељ, који већ дуже угрожава Тузлу, кренуо је у напад на индустријску област и град Тузлу. Оклопна армија је наредила да се Тузла не сме напустити без наређења.
Капетан Шмеле и натпотучник Писториус из 369. артиљеријског пука овако су оценили ситуацију у гарнизону:
Отпорност домобранских јединица није се могла високо оценити. У контакту с њима на одбрамбеним положајима у Тузли било је лако установити да су многи од њих веома незадовољни, било општим стањем, било платама и збрињавањем.

### Преговори о предаји
Пре напада обавештајним каналима успостављени су контакти између политичких органа НОП-а у источној Босни и пуковника Сулејмана Филиповића, команданта домобранских јединица у Тузли. Филиповић је био пуковник у краљевској југословенској војсци, и ставио се у службу власти НДХ 1941. Он је, према договору, тајно изашао на слободну територију на преговоре. С друге стране с њим су преговарали Родољуб Чолаковић и Авдо Хумо.
Да би прешао са својом пуковнијом на страну НОВЈ, тражио је то не буде предаја, него да јединица и даље остане под његовом командом и буде нека врста савезника партизанима. На то представници НОП-а пристали. Преговори су прекинути, с договором да ће се евентуално наставити касније. Филиповић је „други или трећи дан напада“ прешао са неколико својих људи на страну НОВЈ, а ови преговори нису имали пресудан утицај на ток борбе.
Штаб 17. дивизије добио је након прве ноћи борбе, током 30. септембра, извештај од обавештајног извора из Тузле, секретара Месног комитета КПЈ Мустафе Виловића, да је морал домобранске посаде веома пољуљан и да постоји могућност успеха, те да стога по сваку цену треба наставити напад. Штаб је донео одлуку да покуша да искористи колебање домобрана, и поставио им је ултиматум:
... Тачно смо обавијештени да гарнизон Тузле сачињавају у већини хрватски часници, дочасници и домобрани, који не могу нити смију бити непријатељи народноослободилачке војске која води борбу за слободу хрватског и осталих народа Југославије.
Ми ћемо напад на Тузлу наставити и по сваку цијену заузети је. Позивамо вас да одмах по пријему овога ултиматума предате нашим јединицама град Тузлу. Ако тако поступите гарантујемо свима часницима, дочасницима и домобранима хрватске војске, као и свима војницима и старјешинама муслиманске милиције (легије), потпуну личну и имовну безбиједност. Свима онима који из било којег разлога не би хтјели да ступе у редове наше народно-ослободилачке војске омогућићемо слободан и несметан одлазак својим кућама преко наше територије...
Када наше јединице овладају градом уз борбу, тада неће важити наш став према домобранској војсци и легији, већ ће сваки онај ко до тога часа не буде положио оружје бити сматран као окупатор.
Најхитније одговорите на овај ултиматум по доносиоцу истог, јер је то у интересу и вашем и становништва Тузле.
Смрт фашизму - Слобода народу!
За оперативни Штаб
командант XVII. дивизије НОВЈ
пуковник Глиго Мандић
На ултиматум није одговорено. Након још једне ноћи оштрих борби, 1. октобра, од посаде Тузле стигло је писмо упућено штабу Трећег корпуса. У писму се дају обећања о предаји, али се у том циљу тражи организовање новог састанка ради разговора. Писмо је потписано од стране официра Домдо пуковније, сатника (капетана) Хаџиалијагића. Штаб Трећег корпуса оценио је ово писмо као покушај одуговлачења, с надом на пристизање помоћи из Добоја, cтога оно није утицало на наставак борбе.

### Наставак напада
Друге вечери, 30. септембра, напад је обновљен, а на јужном сектору, на место војвођанске бригаде која је изостала, наступала је 16. муслиманска бригада. Ова бригада остварила је током ноћи велики успех освојивши утврђени положај Илинчицу који са јужне стране доминира градом. И друге две бригаде имале су успеха, тако да је одбрана Тузле 1. октобра ујутро у својим рукама држала само упоришта Којшино и Градину, те западни и источни логор.

### Борбе на прилазима Тузли
Судбину гарнизона одлучиле су битке са интервентним колонама које су покушавале да продру у Тузлу из Брчког и Добоја. Из Брчког је 30. септембра пре подне кренула у наступање према Тузли 5. ловачка пуковнија. После почетног успеха, њено наступање зауставиле су бригаде 16. војвођанске дивизије. 5. ловачка пуковнија наставила је напад и током 1. октобра. Међутим, наишла је на чврсту одбрану војвођанских бригада. Како су се истовремено појавила три сремска батаљона на супротној, северној страни од Брчког, који су настојали да се пребаце преко Саве, командант ове пуковније оценио је да се раци о концентричном нападу на Брчко, па је обуставио напад, повукао се у Брчко и организовао одбрану.
30. септембра из Добоја је наступила 3. бојна 4. ловачке пуковније. На овом правцу су током дана увођени делови 369. и 187. немачке дивизије и 4. пука Бранденбург. Hад комбинованом борбеном групом команду је преузео пуковник Фишер, командант 369. легионарског пука. Ова борбена група заузела је у току дана Грачаницу, али је противнападом 15. мајевичке бригаде потиснута, па се повукла из Грачанице. 1. октобра борбена група Фишер обновила је наступање, поново овладавши Грачаницом. 15. мајевичка бригада и Мајевички НОП одред постепено су се повлачили пред наступањем чеоног дела ове групе, истовремено забацујући делове снага бочно од комуникације. Кад су прешли у противнапад истовремено и са фронта и са бока, натерали су борбену групу Фишер на поновно повлачење до Добоја и поново овладали Грачаницом.

### Пад Тузле
С обзиром да су тако пропалe надe у стизање помоћи, морал тузланског гарнизона је даље опао. Три бригаде НОВЈ наставиле су напад и током ноћи 1/2. октобра, напредујући уличним борбама у граду. Око 8 сати 2. октобра највећи део града био је ослобођен. Домобрани су се масовно предавали, док су немачки и усташки делови покушавали да се по групама пробију према Зворнику и Брчком.
За пробој, формирана је колона која је била овако уређена: на челу колоне тенк, за њим најтеже борбено возило наоружано митраљезима, за њим камиони и друга моторна возила, и на крају опет тенк. Сва возила била су накрцана војницима. На почетку пута, непријатељ на североисточним висовима прибијен је уз земљу ватром тенкова и митраљеза... Био је то жестоки силазак у пакао, машине су урлале, возила су урлала највећом могућом брзином кроз непријатељску ватру, и ко би пао са возила, остао би да лежи. Пробој је био успешан, само је последњи тенк остао.
Падом утврђеног положаја Градина, чија је посада давала огорчен отпор до 12 сати 2. октобра, окончано је ослобођење града Тузле. Истовремено, током јутра Трећа војвођанска бригада у једном налету ликвидирала је посаду у Горњој Тузли.
Немачки штаб 15. брдског корпуса није се мирио са губитком Тузле, па су борбе са групом Фишер која је покушавала пробој из Добоја настављене. Ова борбена група наставила је систематско напредовање дневним нападима, док би ноћу утврђивала достигнуте положаје. 7. октобра ова борбена група заузела је Лукавац и предрла до периферије Тузле. Међутим, пошто је гарнизон претходно ликвидиран, штаб 17. дивизије био је у могућности да концентрише све своје бригаде. Противнападом 17. дивизије 7. октобра борбена група Фишер одбачена је са прилаза Тузли, из Лукавца и Грачанице, па се повукла у Добој. Овим су окончане борбе за Тузлу.

## Развој војне ситуације након пада Тузле

### Операција ЈВуО у источној Босни
Пад Тузле коинцидирао је са операцијом снага ЈВуО из Србије, које су током септембра заузеле непријатељски став према Осовини, и 5. октобра заузеле немачко-домобрански гарнизон Вишеград, а 13. октобра домобрански гарнизон у Рогатици. Ово је додатно погоршало положај немачких снага у Босни. Међутим, ускоро су избили сукоби између ове групације ЈВуО и снага НОВЈ из Босне. Претрпевши пораз, снаге ЈВуО обуставиле су противосовинске борбе и потражиле су ослонац на немачке трупе.
Потпуковник Кухтнер из Тузле, командант артиљеријског пука 369. дивизије, рачунајући на пређашњу сарадњу, након пробоја из нападнуте Тузле повезао се са четницима. Међутим, они су га задржали као заробљеника. 16. октобра четници су га пустили на слободу, добивши у замену пешадијску муницију за борбу против партизана.
Размена потпуковника Кухтнера изведена је према вишем наређењу за пешадијску муницију за четнике који су се борили против партизана.  

### Активност НОВЈ са ослонцем на Тузлу
Упркос концентрисању веома крупних снага немачке Друге оклопне армије (14 комплетних дивизија и више самосталних пукова и батаљона), и бројних квислиншких снага, Немци су се западно од Дрине и Лима током јесени 1943. налазили у сложеној ситуацији. С обзиром на велики број напада на широком подручју, нису били у стању да предузму синхроне операције којима би вратили све изгубљене позиције одједном. Били су присиљени да области поделе по приоритетима, остављајући многа жаришта кризе за каснију фазу. Шира тузланска област са важним привредним објектима у Тузли, Лукавцу, Варешу, Какњу, Угљевику, Бановићима и Брези била је међутим високо на листи приоритета, одмах иза јадранске обале. Стога су настојали да на сваки начин повећају притисак на Тузлу и поново овладају овом облашћу.
Снаге НОВЈ, иако знатно ојачане и боље опремљене након постигнутих успеха, нису још увек биле бројчано и технички дорасле исцрпљјућим фронталним борбама са немачко-квислиншким снагама. Стога су оне, у складу са развијеном ратном вештином партизанског рата, равотежу тражиле путем офанзивних дејстава, нападајући бројне осовинске позиције на што ширем подручју, у циљу везивања осовинских снага на одбрамбене задатке и преузимања иницијативе.

#### Офанзивне акције
Шеснаеста дивизија након ослобођења Тузле водила је операције у области северно од Тузле, док су Седамнаеста и 27. дивизија деловале у правцу Сарајева и долине реке Босне. Хронолошки, извршене су следеће важније акције:
- 18. октобра 1943. делови 27. дивизије протерали су посаду састављену од муслиманске легије и ослободиле Кладањ.
- 19. октобра 1943. почео је напад Шеснаесте дивизије на јак усташко-домобрански гарнизон Брчко. Напад је окончан 21. октобра без успеха. Haкон напада, настављене су дуготрајне борбе са растућом концентрацијом осовинских снага.
- 22. октобра 1943. 27. дивизијa савладала је слабији отпор четника и заузела Рогатицу.
- 20. октобра 1943. Седамнаеста дивизија разбила је усташко-домобранску посаду и заузела Вареш.
- 31. октобра 1943. Седамнаеста и 27. дивизија након четвородневних борби против усташког Првог дјелатног стајаћег здруга и немачких снага из Сарајева ослободиле су Соколац.

#### Одбрана Тузле
Након успешне одбране од напада Шеснаесте дивизије НОВЈ, Брчко је постало мостобран на јужној страни Саве. Ту су се, након окончања операције против партизана у Срему и Славонији (операције Хербст I., Арним и Хербст II 25. септембра-20. октобра 1943), концентрисале знатне снаге 1. козачке коњичке, 173. и 187. дивизије, и 3. ловачког здруга (бригаде) НДХ. Ове снаге предузеле су, ширећи мостобран, низ напада са циљем продора према Тузли и Бијељини. Подухват Вилдзау вођен је од 26. до 29. октобра, и окончан је успешном одбраном Шеснаесте дивизије НОВЈ, и повлачењем осовинских снага на полазне положаје Подухват Феркел покренут је 3. новембра, након концентрисања нових пешадијских и оклопних делова. Овај подухват вођен је са шире основице, од Сремске Раче, преко Брчког до Добоја. За овај подухват привучени су и делови 369. дивизије (око 2.000 људи и 8 тенкова), који су нападали од Добоја према Тузли. Упркос успешној и умешној одбрани Шеснаесте дивизије НОВЈ, нарочито на северном сектору, немачки делови успели су да изманевришу и потисну делове снага НОВЈ, и 11. новембра се из правца Добоја пробију у Тузлу, чиме је окончана четрдесетодневна слобода овог града Операција је окончана 13. новембра, без потпуног успеха. Снаге НОВЈ задржале су Бијељину до средине марта 1944, а средином новембра на Мајевици је формирана још једна, Пета војвођанска ударна бригада.

## Значај ослобођења Тузле
Овом победом снаге НОВЈ задобиле су велики ратни плен. Заробљено је 2.174 војника, подофицира и официра и један генерал. Генерал НДХ Емил Реди, представник команде Другог зборног подручја из Славонског Брода, који је био у инспекцији тузланског гарнизона у циљу јачања одбране, ухваћен је у Тузли 2. октобра. Према проценама штабова јединица НОВЈ, убијено је и рањено 635 осовинских војника и официра. Заплењено је 1.910 пушака, 102 пушкомитраљеза, 24 митраљеза, 60 аутомата, 6 минобацача, 25 артиљеријских оруђа разних калибара, 20 вагона разне муниције, 8 радио-станица, 3.200 војничких униформи и веће количине ратне спреме и намирница. Из логора и затвора у Тузли ослобођено је око 400 затвореника, махом активиста и присталица НОП.
Освајањег овог регионалног и привредног центра имало је вишестрики војни и политички значај. У том периоду немачка Друга оклопна армија улагала је велике напоре да успостави контролу над деловима јадранске обале које је држала НОВЈ. Већа острва, Подбиоковље, Пељешац, Ливно, Купрес и Бугојно држала је НОВЈ, а током септембра и октобра су уследили између осталих, напади НОВЈ на Травник и Тузлу. На основу тога командант Југоистока закључио је да се ради о координисаном напору у циљу отварања коридора којим би Савезници из Италије допремали оружје, опрему и евентуално трупе у дубину Балкана, у близину виталних комуникација.
Битка је такође велики значај за развој Народноослободилачког покрета у источној Босни. Охрабрен успесима НОВЈ, велики део становништва источне Босне свих вера и народа дистанцирао се од окупационих власти, државне структуре и идеологије НДХ, и Михаиловићевих четника, док је подршка НОП-у веома порасла. Око 4.000 добровољаца ступило је у НОВЈ са територије тузланске општине током периода слободе. 1.052 грађанке и грађанина ове општине погинуло је током рата у јединицама НОВЈ. Локална муслиманска милиција (легија) организована по селима, престала је да испољава непријатељски став према НОВЈ. У извештају Врховном штабу од 16. октобра, штаб Трећег корпуса навео је:
Ослобођењем Тузле настала је прекретница у развоју догађаја у ист. Босни. Муслиманска легија у свим крајевима ставља се под нашу команду. Приступањем воћства ХСС из Тузле Народноослободилачком покрету створене су могућности непосредне мобилизације Хрвата у нашу војску ... У току 12 дана ступило је у бригаде 600 Хрвата. Од тога око 200 радника.

Процес распадања четника у Посавини и на Требави и Мајевици се наставља.
Јединице Трећег корпуса попуњене су приступањем великог броја нових бораца, а формиране су и нове јединице: 17. мајевичка, 18 хрватска и 19. бирчанска бригада, и Тузлански партизански одред. Ове јединице ушле су у састав новоформиране 27. источнобосанске дивизије НОВЈ.
Утицај Прве тузланске операције на држање становништва био је једним делом привремен. Након пада Тузле 11. новембра, и након немачких операција Кугелблиц и Шнештурм у децембру, са поновним успостављањем окупационе власти и терора, један део муслиманске милиције по селима поново је заузео непријатељски став према НОВЈ, а такође се интензивирало и деловање локалних четника.